# Glaresis dakotensis
Glaresis dakotensis är en skalbaggsart som beskrevs av Gordon 1970. Glaresis dakotensis ingår i släktet Glaresis och familjen Glaresidae. Inga underarter finns listade i Catalogue of Life.